# غبيرة

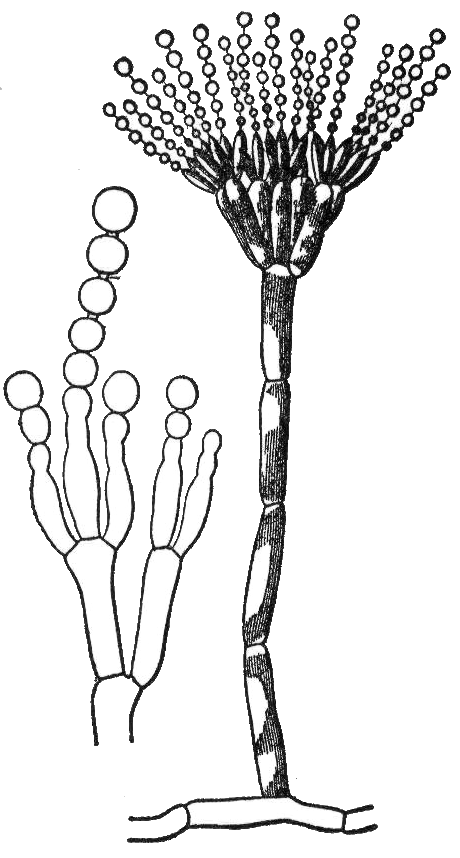
الغبيرة على حامل الغبيرات

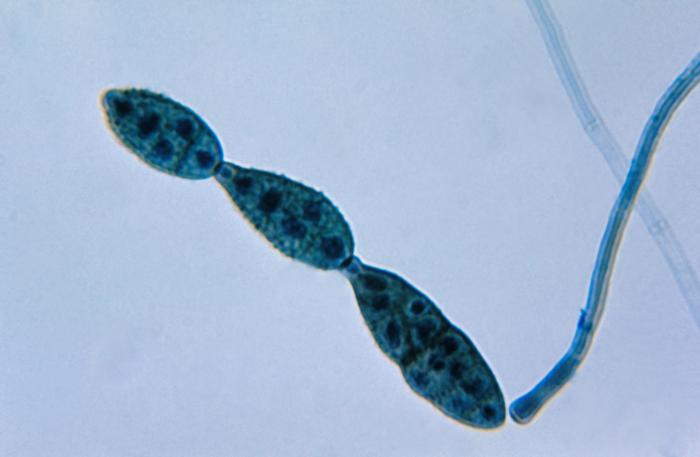
سلسلة من الغبيرات على فطر النوباء وهو من الفطريات الناقصة

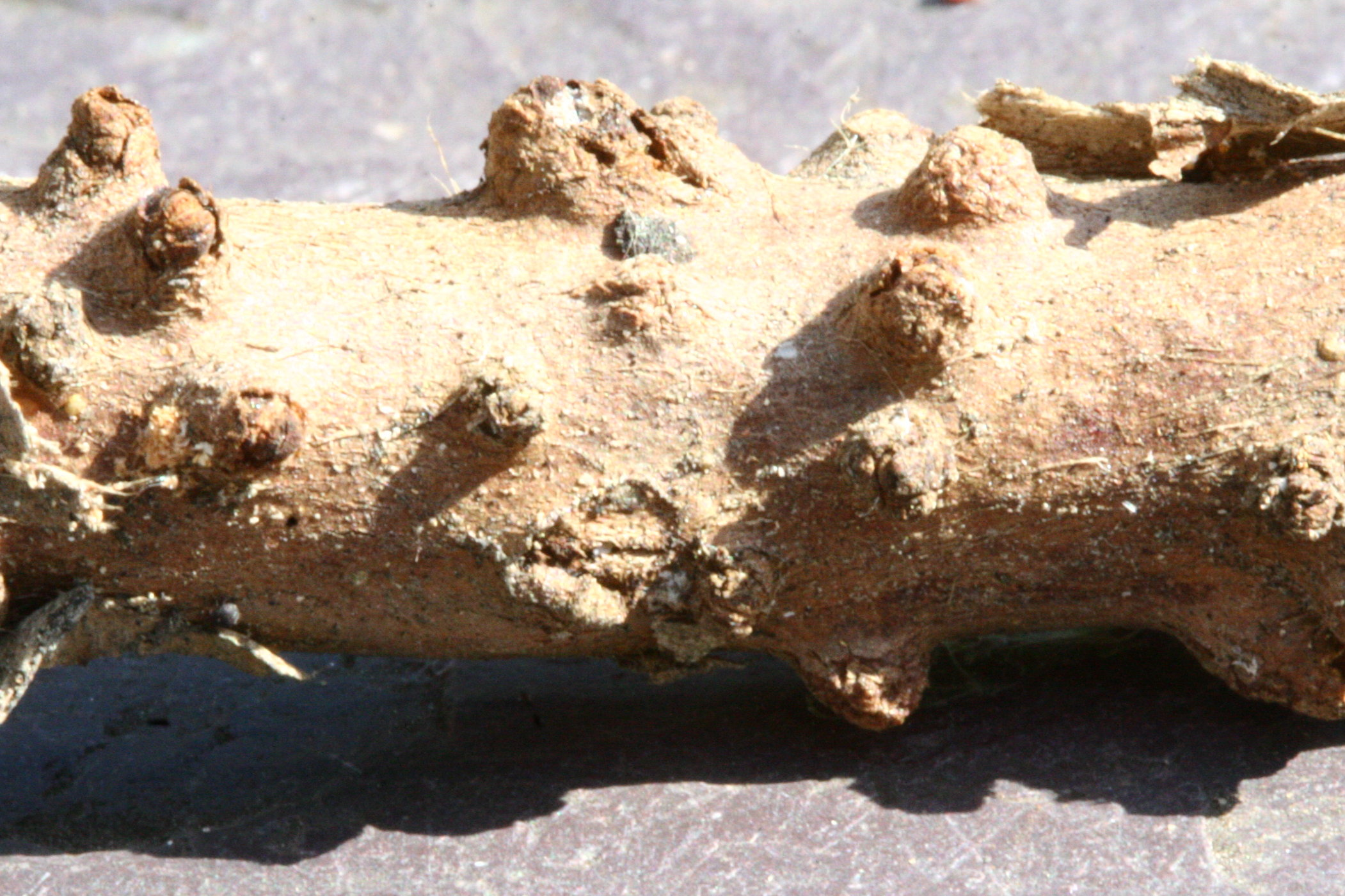
غبيريات (تراكيب تشبه البثور تسببها بعض أنواع الفطريات) قارحة السرو (داء يصيب النبات) (على الأرجح بسبب فطر السيريديوم الكاردينالي (الأحمر المصفر)) يتنفط (يبرز كبثرة) على غصين عفص

الغبيرة أو الكونيديا أو بوغ خارجي؛ الاسم باللاتيني:(Pennyroyal) وتسمى أحيانا البوغ الحرشفي أو البوغ الكلاميدي اللاجنسي أو البوغ المتدثر وهي أبواغ لاجنسية غير متحركة من الفطر مأخوذة من الكلمة الإغريقية konis والتي تعني غبار. تنتمي إلى فصيلة النعناع، وهي تسمى أيضا بوغ الانقسام المتساوي أو البوغ الميتوزي المنشأ بسبب طريقة تولدها بعملية الانقسام المتساوي الخلوية.
تدوم لأكثر من عامين، وتنمو إلى طول (30 سم) ساق ناعمة مستديرة على كلِّ مفصلٍ منها توجد ورقتان مستديرتان حادتا الرأس، أمّا الأزهار القرمزية الباهتة تنمو متكتلةً.

## مكان وجوده
ينبت في الأماكن الرطبة بالقرب من البرك الكبيرة والصغيرة، أو على ضفاف الجداول.

## وقت الإزهار
تزهر في آخر الصيف.

## الفوائد الطبية
تستخدم لإدرار الطمث، ولإسقاط السقط، ولإخراج المشيمة عن طريق غليانها. وتوقف الرغبة في التقيؤ إذا أخذت بالماء والخل الممزوجين. أمّا إذا بالعسل والملح تفرّغ البلغم من الرئتين، من ثم تطهر عن طريق الغائط.
أمّا العشبة الطازجة فتدق لتوضع بالخل فتطهر القروح الفاسدة، وتذهب علامات الرضّات والضربات حولَ العينين، والحروق في الوجه والجذام إذا شربت أو وضعت خارجياً أيضاً. وأيضاً تستخدم للتخفيف من ألم الرأس، والآلام في الصدر والبطن، والمغص.
أمّا المستخلص فهو يستخدم لعلاج اليرقان والاستسقاء، ويجلو البصر. وأيضاً إذا ملأت ملعقة من العصير المحلى بالسكرسيكون علاجاً للسعال الديكي.

## الاستعمال الحديث
مثل باقي أعضاء فصيلة النعنع، فإنّه علاج ممتاز لطرد الريح، ولآلام المغص في البطن. الّا أنّ أهمّ استعمالاته لدر الطمث. وأيضاً يعطى للأطفال لاضطراب المعدة والأمعاء، وللتخفيف من أعراض الحمّى في الحصبة والسعال الديكي. وفي هذه الحالة تؤخذ النبتة نقوعاً لوجود زيت غني سريع التبخر لذلك ينبغي الّا تغلى العشبة أبداً.

## روابط خارجية
- "Conidia" . The New Student's Reference Work . 1914. {{استشهاد بموسوعة}}: يحتوي الاستشهاد على وسيط غير معروف وفارغs: |HIDE_PARAMETER10=، |HIDE_PARAMETER4=، |HIDE_PARAMETER2=، |HIDE_PARAMETER11=، |HIDE_PARAMETER13=، |HIDE_PARAMETER8=، |HIDE_PARAMETER9=، |HIDE_PARAMETER5=، |HIDE_PARAMETER1=، |HIDE_PARAMETER3=، |HIDE_PARAMETER7=، |HIDE_PARAMETER6=، و|HIDE_PARAMETER12= (مساعدة)